# Novoprîstan, Voznesensk
Novoprîstan (în ucraineană Новопристань) este un sat în comuna Iastrubînove din raionul Voznesensk, regiunea Mîkolaiiv, Ucraina.

## Demografie
Componența lingvistică a localității Novoprîstan
     Ucraineană (94,52%)
     Rusă (5,48%)
Conform recensământului din 2001, majoritatea populației localității Novoprîstan era vorbitoare de ucraineană (94,52%), existând în minoritate și vorbitori de rusă (5,48%).